# Cyphon yakushimanus
Cyphon yakushimanus es una especie de coleóptero de la familia Scirtidae.

## Distribución geográfica
Habita en Japón.